# Gillette (Wyoming)
Gillette er en amerikansk by og administrativt centrum i det amerikanske county Campbell County i staten Wyoming. I 2000 havde byen et indbyggertal på 19.646.